# Nastrčená osoba
Nastrčená osoba (v anglickém originále The Front) je 19. díl 4. řady (celkem 78.) amerického animovaného seriálu Simpsonovi. Scénář napsal Adam I. Lapidus a díl režíroval Rich Moore. V USA měl premiéru dne 15. dubna 1993 na stanici Fox Broadcasting Company a v Česku byl poprvé vysílán 9. prosince 1994 na stanici ČT1.

## Děj
Poté, co jsou Bart a Líza zklamáni novou epizodou seriálu Itchy a Scratchy, se rozhodnou, že sami dokážou napsat lepší díl. Inspirováni pohledem na Homera, který omylem ustřihne Marge vlasy nůžkami na živý plot, napíšou scénář s názvem Malé holičství hrůzy, ale Roger Meyers Jr., šéf Itchy & Scratchy International, jejich epizodu odmítne. Správně odhadnou, že je Meyers nebere vážně, protože jsou děti, a znovu rukopis pošlou pod dědečkovým jménem, což Meyerse přiměje najmout dědečka jako hlavního scenáristu. Bart a Líza dědu o svém plánu informují a trojice se domluví, že bude Bartovy a Líziny scénáře dál vydávat za dědovy a peníze si rozdělí na tři díly. Bartovy a Líziny kreslené vtipy se setkávají s příznivým ohlasem diváků, což vede k tomu, že Meyers propustí všechny scenáristy Itchyho a Scratchyho s výjimkou dědečka. 
Za svou práci na Itchym a Scratchym je Abe nominován na cenu za vynikající scénář ke kreslenému seriálu. Když děda vidí Itchyho a Scratchyho poprvé v klipu, jenž cenu představuje, je zděšen násilným humorem a svou děkovnou řeč promění v útok na kreslený seriál i na diváky, kteří se jím baví. Za bučení a házení zeleniny odejde z pódia. Děda předá cenu Bartovi a Líze a Bart se zapřísahá, že se už nikdy nebude dívat na pořad o udílení cen, pokud v něm nebude vystupovat Billy Crystal. 
V podzápletce se Homer a Marge účastní srazu ročníku 1974 ze střední školy, kde se skvěle baví a Homer vyhrává různé humorné ceny. Ředitel Dondelinger však akci přeruší, aby oznámil, že Homer technicky nikdy neabsolvoval střední školu kvůli neúspěchu v opravném přírodovědném kurzu, a všechna Homerova ocenění mu odebere. Homer je odhodlaný získat ocenění zpět, znovu se přihlásí do kurzu, složí závěrečnou zkoušku a konečně odmaturuje. 
Díl uzavírá samostatná pasáž s vlastní znělkou nazvaná Dobrodružství Neda Flanderse. Ve skeči nazvaném Milujte toho Boha je Ned naštvaný na své syny, že nechtějí jít do kostela, dokud mu neoznámí, že je sobota, a on se svému omylu zasměje.

## Produkce
Scénář k dílu napsal Adam I. Lapidus a režíroval jej Rich Moore. Na začátku 90. let viděl Lapidus v televizi reportáž o třech třináctiletých dívkách – Renee Carterové, Sarah Creefové a Amy Crosbyové –, které napsaly scénář pro díl Drobečků s názvem Buster and Babs Go Hawaiian. Výkonnému producentovi pořadu Stevenu Spielbergovi se scénář natolik zalíbil, že je vzal do Hollywoodu, aby na epizodě pracovaly se scenáristy pořadu. Když Lapidus reportáž viděl, pomyslel si: „To by byl opravdu dobrý nápad pro Barta a Lízu.“. A tak se rozhodl, že se do toho pustí. Napsal speciální scénář, který se prostřednictvím výkonného producenta Jamese L. Brookse dostal ke štábu Simpsonových, jenž Lapiduse najal, aby s nimi na epizodě spolupracoval. Nastrčená osoba je jedinou epizodou Simpsonových, kterou Lapidus napsal, což mezi fanoušky seriálu vyvolalo spory, zda skutečně existuje, nebo šlo snad o pseudonym.
Původní stopáž dílu byla „strašně, strašně krátká“ a scenáristé museli použít „všechny triky“, aby epizoda dosáhla minimální délky. I po výrazném rozšíření původního scénáře a přidání extra dlouhého gaučového gagu v úvodu byl díl stále o minutu kratší; k vyřešení problému byla na konec dílu přidána pasáž Dobrodružství Neda Flanderse, jež byla čistě koncipována jako výplň a neměla nic společného s ostatními událostmi dílu. Showrunner Mike Reiss později poznamenal: „Jako vždy, když zkoušíme něco odvážného a nového, obecná reakce je: ‚Co to sakra bylo?‘.“. Scéna byla také poctou Archie Comics, vydavatelství, které někdy používalo podobnou techniku k vyplnění závěrečné stránky; písmo použité na titulní kartě scény je podobné písmu, které vydavatelství používá. Krátký film inspiroval scenáristy Billa Oakleyho a Joshe Weinsteina k vytvoření dílu 7. řady Dvaadvacet krátkých filmů o Springfieldu.
Cenzoři televize Fox měli k Nastrčené osobě dvě výhrady. První námitka se týkala snové pasáže, v níž Bart míří samopalem na Santu Clause a unese jeho sáně. Druhá námitka se týkala scény, která nebyla do hotové epizody zařazena a v níž jsou animátoři Itchyho a Scratchyho viděni, jak pozorují kočku a poté jí vloží do tlamy dynamit a zapálí ho. Když Meyers, Bart a Líza pokračují chodbou studia, ozve se z místnosti výbuch. Scéna byla vystřižena kvůli naznačenému týrání zvířat, ale je zařazena jako vymazaná scéna na DVD boxu The Complete Fourth Season seriálu.
V epizodě se krátce objeví Margin a Homerův spolužák ze střední školy Artie Ziff; jeho rozhovor s Homerem inspiroval epizodu 13. řady Napůl slušný návrh. Artieho obvyklý dabér Jon Lovitz nebyl k dispozici, a tak místo něj hlas propůjčil stálý člen obsazení Dan Castellaneta. Ředitel školy Dondelinger byl pojmenován po osobě, kterou znal Sam Simon.

## Kulturní odkazy
Epizoda se zaměřuje na animaci a obsahuje několik vtipů o Simpsonových a animovaném průmyslu obecně. Ve scéně zobrazující scenáristický salónek Itchyho a Scratchyho je každý ze zobrazených scenáristů karikaturou někoho, kdo v té době pracoval na Simpsonových. Tento vtip vymysleli animátoři seriálu. Později v epizodě Roger Meyers vyhodí absolventa Harvardu, který se podobá scenáristovi Simpsonových Jonu Vittimu. Při předávání cen je v publiku zobrazen tvůrce Simpsonových Matt Groening. Líza je také viděna, jak čte knihu Jak zbohatnout psaním kreslených seriálů od Johna Swartzweldera, scenáristy Simpsonových, který se podílel na téměř 60 epizodách seriálu. Titulky na konci epizody Itchyho a Scratchyho Barta a Lízy, zobrazené velmi malým písmem, jsou kopií titulků na konci Simpsonových.
Při udílení výročních cen Cartoon Awards je klip z nominovaného seriálu The Ren & Stimpy Show pouze černou obrazovkou s textem „klip ještě nebyl dokončen“. Jednalo se o protiútok na tvůrce Rena a Stimpyho Johna Kricfalusiho, který napadl štáb Simpsonových slovy, že „seriál uspěl navzdory scénáři“, a podobně hanlivými komentáři. Dalším průmyslovým odkazem jsou dveře „animačního křídla“ ve studiích Itchyho a Scratchyho; dveře jsou totožné s dveřmi v budově Disneyho animátorů.
Kromě kopírování titulků Simpsonových titulky Itchyho a Scratchyho také parodují pasáž, která je k vidění na konci titulků mnoha televizních pořadů produkovaných Stephenem J. Cannellem, kde Cannell sedí u psacího stroje ve své kanceláři a vyhazuje do vzduchu list papíru, který tvoří část loga jeho produkční společnosti. V dílu jsou Itchy a Scratchy vidět u stolu – Scratchy vytáhne list z psacího stroje a vyhodí ho do vzduchu, kde vytvoří logo „I & S Productions“. Mike Reiss se později setkal s Cannellem, který byl touto poctou tak potěšen, že Reisse objal. Anglický název epizody je odkazem na film Na černé listině z roku 1976. Scenáristé Simpsonových zvažovali, že se pokusí děj epizody přiblížit ději filmu, ale nakonec se rozhodli, že to neudělají.

## Přijetí
V původním vysílání skončil díl v týdnu od 12. do 18. dubna 1993 na 21. místě ve sledovanosti s ratingem 12,5 podle agentury Nielsen, což odpovídá přibližně 11,6 milionu domácností. V tomto týdnu se jednalo o nejsledovanější pořad na stanici Fox. 
Warren Martyn a Adrian Wood, autoři knihy I Can't Believe It's a Bigger and Better Updated Unofficial Simpsons Guide, ocenili Nastrčenou osobu jako „ironický pohled na animační průmysl, s nadprůměrným počtem Itchyho a Scratchyho. Po dílu následuje Dobrodružství Neda Flanderse s vlastní, poměrně hezkou znělkou.“